# Paško Lovrić
Paško Lovrić, (Dubrovnik, 31. kolovoza 1931. – Zagreb, 16. siječnja 1997.) bio je hrvatski geodet i kartograf.

## Život

### Biografija
Maturirao je na gimnaziji u Osijeku 1950, a diplomirao na Geodetskom odjelu Arhitektonsko-građevinsko-geodetskog fakulteta Sveučilišta u Zagrebu 1956. Doktorirao je u Bonnu 1972. s tezom "Beiträge zur Weiterentwicklung des Jugoslawischen Grundkartenwerkes". Boravio je četiri puta u Njemačkoj na stručnom i znanstvenom usavršavanju. Od 1958. radio je kao stručni suradnik u Zavodu za kartografiju i reprodukciju karata Geodetskog fakulteta Sveučilišta u Zagrebu. Asistent za kolegije Topografija i Kartografija na Geodetskom fakultetu u Zagrebu postao je 1959. Docent za iste kolegije postao je 1973, izvanredni profesor 1978. i redoviti profesor 1984. U trajno zvanje redovitog profesora izabran je 1996. Pročelnik Zavoda za kartografiju Geodetskog fakulteta bio je 1975–81, 1983–87. i 1991–97. Na Geodetskom fakultetu predavao je kolegije: Zemljišni oblici i topografski premjer 1973–75, Topografija 1975–97, Geodetsko crtanje 1977–97, Izrada i reprodukcija karata 1977–81, Kartografija I 1978–97, Kartografija II 1978–79, Kartografija IV 1979–97. Osim na Geodetskom fakultetu u Zagrebu predavao je i na Fakultetu za arhitekturu, građevinarstvo i geodeziju u Ljubljani 1973/74. i 1976/77, Građevinskom fakultetu u Sarajevu 1976/77, Arhitektonskom fakultetu u Zagrebu 1979–82. i Agronomskom fakultetu u Zagrebu 1988–96. na kojem je predavao Tehničko crtanje s osnovama nacrtne geometrije 1992–96. 

### Doprinosi
Autor je osam skripata i koautor triju skripata za kolegije Topografija i Kartografija, te autor dvaju udžbenika. Osim toga bio je voditelj za 72 diplomska rada, 7 magistarskih i 2 doktorska rada. Sudjelovao je u znanstvenim projektima na području geodezije, kartografskog prikazivanja prostora i prostornog uređenja, uloge kartografije u geoinformacijskim sustavima te izradi terminološkog rječnika. Bio je voditelj znanstvenog projekta Znanstvene osnove razvoja kartografije SR Hrvatske u sklopu Temeljna istraživanja na području geodezije (voditelji: B. Borčić i P. Lovrić) 1976–80. U okviru projekta Prostorno uređenje, unapređenje i zaštita čovjekove okoline bio je voditelj zadatka Kartografska istraživanja prikaza prostora 1981–86. Sudjelovao je na znanstveno-stručnim projektima Hrvatski geodetski rječnik i Hrvatski kartografi. Kao autor ili koautor objavio je nekoliko radova u međunarodnim publikacijama i više od trideset radova u domaćim publikacijama, u tematskom rasponu od kartografskih pitanja i problema, preko povijesnih tema i općih pitanja osnovnih kartografskih radova do problematike tematskih karata i raznih tehničkih i tehnoloških pojedinosti pri izradi i reprodukciji karata. 
Kao glavni urednik objavio je s koautorima ili suradnicima više od 90 topografskih i tematskih, najčešće turističkih, karata, planova gradova u mjerilima od 1:5000 do 1:300 000 pojedinih regija i nacionalnih parkova Hrvatske te nekoliko faksimila starih karata. Od 1953. do 1976. što sam, što u suradnji, ali najčešće kao voditelj proveo je 45 geodetskih i topografskih radova. Sudjelovao je na znanstvenim skupovima u zemlji i inozemstvu, te u stručnim savjetima i u strukovnim udrugama. Prevodio je s njemačkog jezika znanstvenu i stručnu literaturu. Autor je dvaju scenarija televizijskih emisija o topografskim kartama. Bio je recenzent knjiga, atlasa i kataloga kartografskih izložbi. Bio je glavni urednik velike kartografske izložbe održane 1994. u Umjetničkom paviljonu u Zagrebu pod naslovom "Zagreb na geodetsko-katastarskim zemljovidima i u zemljišnim knjigama". Bio je blagajnik 1959–61, tajnik 1964–65. i predsjednik 1973–75. Saveza geodetskih inženjera i geometara Hrvatske (SGIGH) te je 1973. proglašen zaslužnim članom SGIGH. Bio je član savjeta časopisa Geodetski list 1976–81, pročelnik Sekcije za kartografiju Hrvatskoga geodetskog društva 1994–97, član Hrvatskoga geodetskog društva, Njemačkog kartografskog društva i Hrvatske akademije tehničkih znanosti. Dobitnik je plakete Geodetskog fakulteta Sveučilišta u Zagrebu 1979. Za nastavnu, znanstvenu i stručnu djelatnost, na prijedlog Geodetskog fakulteta Sveučilišta u Zagrebu odlikovan je 1980. Ordenom zasluga za narod sa srebrnom zvijezdom. Dobitnik je Medalje "Dies academicus" Sveučilišta u Zagrebu 1989.

## Djela
- Karte i planovi Zagreba, monografija. 1970.
- Beiträge zur Weiterentwicklung des Jugoslawischen Grundkartenwerkes, disertacija. Institut für Kartographie und Topographie der Rheinischen Friedrich-Wilhems-Universität Bonn, 1972.
- Praktična kartografija, umnoženi rukopis (koautor I. Kreiziger). 1973.
- Naselja i njihov prikaz na kartama, umnoženi rukopis. 1974.
- Topografija I, II, umnoženi rukopis. 1975.
- Oblici i sredstva kartografskog izražavanja, umnoženi rukopis. 1976.
- Tematska kartografija, umnoženi rukopis. 1977.
- Praktična kartografija, umnoženi rukopis. 1977.
- Višejezični kartografski rječnik (koautori: I. Kreiziger, B. Borčić i N. Frančula). Zagreb 1977.
- Kartografija IV, umnoženi rukopis. 1982.
- Topografija, umnoženi rukopis. 1982.
- Kartografska reprodukcija. Geodetski fakultet Sveučilišta u Zagrebu, 1983, 1987.
- Atributi znanosti i kartografija (na hrvatskom i slovenskom). 1986.
- Opća kartografija. Sveučilišna naklada Liber, Zagreb 1988.
- Karta SR Hrvatske 1:300 000 (sa suradnicima). 1977.
- Planovi gradova i naselja u raznim mjerilima: Barbat, Bjelovar, Čakovec, Daruvar, Delnice, Gospić, Ivanec, Jadranovo, Karlovac, Kaštela, Koprivnica, Makarska, Monsena, Novalja, Omiš, Osijek, Pag, Poreč, Požega, Rab, Rovinj, Senj, Slavonski Brod, Šibenik, Virovitica, Vrsar, Zabok, Zadar, Zagreb i Zaton, mnogi u nekoliko izdanja, npr. Osijek u šest, a Zagreb u osam različitih izdanja; karte nacionalnih parkova: Mljet, Paklenica, Risnjak, Vrh Medvednice; faksimili starih karata: Szemanove karte Zagrebačke biskupije iz 1825. i Zagrebačke županije iz 1836/42, karata Ivanca i okolice iz 1784, 1868, 1900, karte Zagreba iz 1784, Umgebung von Zagreb iz 1867, Fiume und Delnice iz 1914, Laas und Čabar iz 1914. i dr. (sa suradnicima), 1966-94.

## Vanjske poveznice
- Paško Lovrić Hrvatska tehnička enciklopedija, portal hrvatske tehničke baštine. LZMK